# No alcanzan las flores
«No alcanzan las flores» es una canción interpretada por el cantautor argentino Diego Torres, publicado el 15 de octubre de 2010, como el tercer y último sencillo de su séptimo álbum de estudio, Distinto (2010).

## Información de la canción
La canción también está escrito por el ex Sin Bandera, Noel Schajris y Luis Cardoso, y producido por él mismo y Rafael Arcaute. La canción logró proporcionar a Diego con una entrada de la carta número veinte en las canciones de Billboard Top Latin, que alcanzó su punto máximo en el número uno, convirtiéndose en también en su primer número uno en la carta, también se llegó al número uno en las canciones pop latino, por lo que su segundo número uno en esta carta después "Sé que ya no volverás" en 1997.

## Video musical
El video musical fue filmado en su natal Argentina en febrero de 2010, fue dirigida por Jorge Caterbona con quien Diego ha trabajado en otros videos.

## Lista de canciones
| Digital download |                          |                                         |          |  |
| N.º              | Título                   | Escritor(es)                            | Duración |  |
| 1.               | «No alcanzan las flores» | Diego Torres Noel Schajris Luis Cardoso | 3:43     |  |

## Cuadros y ventas

### Cuadros
| Cuadro (2010)                      | Posición alta |
| ---------------------------------- | ------------- |
| España (Top 100 Canciones)         | 18            |
| Spanish Airplay Chart              | 20            |
| Estados Unidos (Hot Latin Songs)   | 10            |
| Estados Unidos (Latin Pop Airplay) | 16            |
| Estados Unidos (Tropical Airplay)  | 28            |
| Venezuelan Airplay Chart           | 32            |
| Venezuelan Latin Airplay Chart     | 23            |

### Ventas y certificaciones
| País      | Certificación (Umbrales de ventas) |
| --------- | ---------------------------------- |
| Argentina | Gold (CAPIF)                       |

### Cuadros de fin de año
| Cuadro (2010)      | Posición |
| ------------------ | -------- |
| US Latin Songs     | 46       |
| US Latin Pop Songs | 17       |